# Pablo Presbere
Pablo Presbere (¿1670?-1710) fue un rey indígena de la comunidad de Suinse, en Costa Rica. Se le recuerda porque fue jefe que lideró la insurrección indigena de Tierra Adentro contra las autoridades españolas el 29 de septiembre de 1709, en el transcurso de la cual fueron asesinados varios frailes y soldados y la mujer de uno de estos y se incendiaron catorce templos erigidos por los misioneros. En la rebelión lo apoyaron todos los indígenas de Costa Rica desde el Cerro Chirripó hasta la Isla Tojar, en la bahía del Almirante, Panamá, con excepción de los viceitas, y permitió a los indigenas recobrar el control del territorio de Talamanca, que se convirtió en zona de refugio durante la época colonial de Costa Rica.
Se le conoció como «el guerrero más temido de Talamanca».

## Etimología
Algunas versiones modernas dicen que su verdadero nombre era Pabru Presberi, palabras provenientes del idioma bribri. La palabra Pa-bru significa «jefe de las lapas», esto porque la guacamaya era un ave muy importante en los funerales de los personajes importantes entre los bribri, ya que su plumaje y el consumo ritual de su carne tendría un significado mágico religioso. Presberi vendría de Pres, «lugar de aguas salobres», mientras que bere, bri o beri se refiere a los lugares por donde corren las aguas en invierno. La palabra bere o bri es un sufijo muy utilizado en el lenguaje bribri para denotar zonas escarpadas: Bribritka (la nación de los bribris), Amubre (Amubri), Kachabri, Pumbre, etc. De este modo, la palabra Presbere tendría que ver con el lugar de nacimiento o donde provenía Pabru Presbere, específicamente de una quebrada u hondonada cercana al río Tswi’tsi (Suinse), que significa «espalda de armadillo». Pabru Presberi significaría, entonces, «el jefe de las lapas que viene del lugar donde corren las aguas salobres».

## Biografía
Según hipótesis del antropólogo e historiador Claudio Barrantes, Presbere fue un jefe bribri del río Coén, específicamente del lugar llamado Suinse, región vinculada más a actividades de carácter mágico que a la guerra. El temor que infundía Pablo Presbere se explicaría más por su relación con el kapá (máxima autoridad, señor), término muy formal para referirse a grandes autoridades del mundo mitológico pero con características humanas, y también es el nombre que se le da a los sumos sacerdotes. Presbere habría sido un usékar, máximo líder religioso a quien se atribuyen poderes sobrenaturales, no así un guerrero, circunstancia que lo convirtió en líder de una gran rebelión planificada que unificó a los indígenas talamanqueños, ya que cabécares, bribris y terbis por lo general mantenían diferencias entre sí. En una carta de los frailes franciscanos Pablo de Rebullida y Antonio de Zamora se consigna que, en una entrada de estos religiosos acompañados de soldados a Talamanca en el año de 1706, el cacique de Suinse había rehusado a bautizarse y había mostrado gran oposición a los misioneros, hasta que, probablemente por temor a los soldados o para ganar tiempo mientras maduraba su rebelión, había aceptado el bautismo con el nombre de Pablo, nombre escogido a partir del original de este líder: Pabru.
En Cartago, Presbere y los otros líderes indígenas fueron sometidos a juicio por el gobernador Lorenzo Antonio de Granda y Balbín. En el juicio, Presbere no admitió ninguna responsabilidad en la sublevación y afirmó que se hallaba en otro pueblo cuando ocurrieron los hechos. Se negó a delatar a ninguno de sus compañeros de lucha. Por el contrario, los demás indígenas procesados con él lo señalaron como caudillo de la insurrección. Los documentos consignan su comportamiento altivo. Dio su testimonio en su lengua nativa, la bribri, pues no hablaba español. Como justificación de la rebelión, dijo que había sido informado que los frailes escribían cartas pidiendo soldados para sacar a los indígenas de sus pueblos.
El 1 de julio de 1710 Presbere fue sentenciado a morir arcabuceado, ya que Costa Rica no contaba con verdugo para aplicar la cruel muerte típica de la época colonial llamada «garrote vil», la cual consistía en que al preso se le sentaba en una silla para aplicarle un torniquete en el cuello al cual se le daba vuelta lentamente. Se le atribuyó el cargo de rebeldía al Rey.
La sentencia dice así: 

"Fallo que de condenar al dicho Pablo Presbere, por lo que contra él está probado, sin embargo, de la negativa que tiene hecha en su confesión, que sea sacado del cuarto donde le tengo preso y puesto sobre una bestia de enjalma y llevado por las calles públicas de esta ciudad con voz de pregonero que diga y declare su delito, y estramuros de ella, arrimado a un palo, vendado los ojos, ad módum deli sea arcabuzceado, atento a no haber en ella verdugo que sepa dar garrote; y luego que sea muerto le sea cortada la cabeza y puesta en alto que todos la vean en el dicho palo"

La ejecución de Pablo Presbere se efectuó el 4 de julio de 1710. Tenía aproximadamente 40 años de edad.

## Legado
Tras la insurrección de Pablo Presbere, los indígenas de Talamanca reforzaron su identidad y dominio en ese territorio, incrementando su función como zona de refugio para los aborígenes que lograban escapar al dominio español. En cierta forma, esto permitió la subsistencia de las tradiciones, identidad e idioma de estas culturas hasta nuestros días. La rebelión de Presbere se sigue considerando como la máxima acción de protesta del indígena talamanqueño ante el sometimiento español. Aún con la captura de los 700 indígenas, desde el punto de vista de estos la rebelión fue un éxito, ya que los españoles tuvieron que abandonar la región del Caribe sur como consecuencia de la misma, lo que permitió a Talamanca recuperar su independencia y soberanía. El nombre de Presbere quedó grabado en la memoria colectiva de los indígenas talamanqueños como símbolo de la resistencia ante los invasores foráneos.
El miércoles 19 de marzo de 1997, la Asamblea Legislativa de Costa Rica declaró a Pablo Presbere defensor de la libertad de los pueblos indígenas. Pablo Presbere fue declarado benemérito de la patria en el área de defensores de la libertad por ley 7669 del 9 de abril de 1997, publicado en el periódico oficial La Gaceta N.º 3 del 9 de mayo de 1997.
En Costa Rica se le han dedicado varios monumentos: uno de 3.12 m de alto, hecho en cobre, que se encuentra frente a la Municipalidad de Limón, inaugurada en 1993, y otro que es un busto en bronce que se halla en el patio de la Asamblea Legislativa de Costa Rica